# António Costa
António Luís Santos da Costa (* 17. července 1961) je portugalský právník a politik, od prosince 2024 předseda Evropské rady. V letech 2015–2024 působil jako předseda vlády Portugalska, v letech 2007–2015 byl starostou Lisabonu. Předtím působil od roku 1997 do roku 1999 jako ministr parlamentních událostí, dále pak od roku 1999 do roku 2002 jako ministr spravedlnosti a od roku 2005 do roku 2007 jako ministr státní a vnitřní správy. V září roku 2014 byl zvolen generálním tajemníkem středolevicové Socialistické strany. 
Kvůli korupčnímu skandálu  odstoupil 7. listopadu 2023 z funkce předsedy vlády.

## Život a vzdělání
Costa se narodil v roce 1961 v Lisabonu. Je synem spisovatele a básníka Orlanda da Costa, který byl dlouholetým příznivcem portugalské komunistické strany.[zdroj?] Během vlády Salazarova režimu v Portugalsku byl Orlando da Costa několikrát zatčen. Jeho otec se narodil v portugalské kolonii v Mozambiku v rodině francouzského, mozambického a indického původu. Jeho matka je spisovatelka Maria Antónia Palla. Z druhého manželství svého otce má nevlastního bratra Ricardo Costu, který se živí novinařinou. V roce 1987 se Costa oženil s učitelkou Fernandou Marií Gonçalves Tadeu. Mají spolu dvě děti – syna a dceru.
Co se týče vzdělání, Costa dostudoval práva v roce 1980 v Lisabonu, kdy poprvé vstoupil do politiky a byl zvolen jako socialistický poslanec obecního zastupitelstva. Později od roku 1988, před vstupem do politiky na plný úvazek, vykonával krátce advokacii.

## Předseda vlády
Dne 4. října 2015, byla konzervativní Portugalská koalice, která vládla v zemi od roku 2011, na prvním místě ve volbách s 38,6 % hlasů, zatímco Socialistická strana skončila druhá s 32,3 %. Konzervativní Passos Coelho byl během následujících dnů jmenován ministerským předsedou, ale António Costa utvořil alianci s ostatními stranami na levé straně (Levý blok, portugalská komunistická strana a ekologická strana "Zelení"), která dohromady představuje většinu v Parlamentu, a svrhla vládu dne 10. listopadu  (Pro levou alianci hlasovala také strana "Lidé-Zvířata-Příroda"). Po svržení konzervativní vlády byl Costa prezidentem Cavaco Silvou dne 24. listopadu jmenován novým předsedou vlády s platností od 26. listopadu 2015.

## Předseda Evropské rady
Od 1. prosince 2024 je předsedou Evropské rady. 
V březnu 2025 se v egyptském hlavním městě Káhiře zúčastnil summitu Ligy arabských států o obnově Pásma Gazy. V Káhiře se setkal se syrským prezidentem Ahmadem Šarou.

## Vyznamenání
- velkokříž Řádu prince Jindřicha – Portugalsko, 1. března 2006[6]
- Řád kříže země Panny Marie III. třídy – Estonsko, 6. února 2008[7]
- velkokříž Norského královského řádu za zásluhy – Norsko, 25. září 2009[8]
- velkokříž Řádu za zásluhy – Litva, 16. července 2010[8]
- velkokříž Řádu za zásluhy – Chile, 31. srpna 2010[8]
- rytíř velkokříže Řádu svatého Řehoře Velikého – Vatikán, 3. září 2010[8]
- velkodůstojník Řádu znovuzrozeného Polska – Polsko, 18. července 2012[9][8]
- komtur Řádu Rio Branco – Brazílie, 19. května 2014[8]
- Řád posvátného pokladu II. třídy – Japonsko, 16. února 2015[8]
- velkodůstojník Řádu za zásluhy Polské republiky – Polsko, 16. února 2015[8]
- velkokříž Řádu Karla III. – Španělsko, 25. listopadu 2016[10]
- velkokříž Řádu cti – Řecko, 21. dubna 2017[8]